# Терма
Терма́ (тиб. གཏེར་མ་, Вайли gter ma) — тайные сокровища, содержащие важные тантрийские тексты и разные предметы, относящиеся к ритуальной практике Ваджраяны, скрытые Падмасамбхавой, его супругой и другими видными буддийскими учителями в VIII—IX веках нашей эры в Тибете, и предназначенные для грядущих поколений.
В предисловии к книге «Самоосвобождение благодаря видению обнаженной осознанностью» Намкай Норбу Ринпоче пишет:
В восьмом веке нашей эры Гуру Падмасамбхава, учитель из страны Уддияна, которому принадлежит основная заслуга в утверждении учений буддийской Тантры в Тибете и начало линии Ньингма, дал группе своих учеников множество обширных и глубоких учений, имеющих отношение как к Тантре, так и к Дзогчену. Но поскольку тибетцы не были готовы воспринять все эти учения, многие из которых были предназначены, скорее, для грядущих поколений, то, следуя указанию Падмасамбхавы, его супруга, тибетская царевна Еше Цогьял, записала их и спрятала в разных местах по всей стране. Такие умышленно скрытые тексты называют «терма», или потаённые сокровища. Людей, которые входили в ту первоначальную группу учеников Падмасамбхавы и родились позднее, чтобы обнаружить эти тексты, называют тертонами — открывателями кладов. В последующие века, включая и нынешнее время, появление терма и тертонов считается источником нескончаемого блага и потока благословения для тибетского народа и буддийских практиков во всём мире. Оно являет собой непрекращающееся откровение высших учений Тантры и Дзогчена.

Существует два основных вида терма — сатэр (sa gter), или терма земли, и гонгтэр (dgongs gter), или терма ума. Терма земли обычно находят в скалах, озёрах и они содержат некую материальную субстацию, например, жёлтый свиток с символическими письменами дакини, ваджру или статую. Терма ума содержатся в пространстве ума великого учителя-тертона, в так называемой «неразрушимой сфере» с тех пор, как этот учитель был учеником Гуру Ринпоче в прошлых жизнях.
Известными тертонами были:
- Ньида Сангье — великий тертон XIV века.
- Карма Лингпа — его сын; в 15 лет он обнаружил в восточном Двагпо, на горе Гамподар, которая своей формой напоминает танцующее божество, сокровенные тексты глубоких учений, главным образом из цикла «Сабчо шитро гонгпа ранг-драп» или, иначе, «Карлинг шитро».
- Джигме Лингпа — открывший знаменитый цикл терма Лонгчен Ньингтиг.
- Чогьюр Лингпа — открывший множество символических и текстуальных терма (см. Чоклинг Терсар).
- Дуджом Лингпа — открывший цикл терма под названием Дуджом Терсар в двадцати томах.
- Сера Кхандро — религиозная деятельница, духовная наставница, дакини мудрости, отождествлявшаяся с Еше Цогьял, одно из основных учений её жизни «Сердечная сущность дакини»; в числе учеников Сера Кхандро Чатрал Сандже Дордже, король и королева Линга, дети Дуджома Лингпы, Адзом Другпа Паво Дордже и многие другие.